# Hesperaloe malacophylla

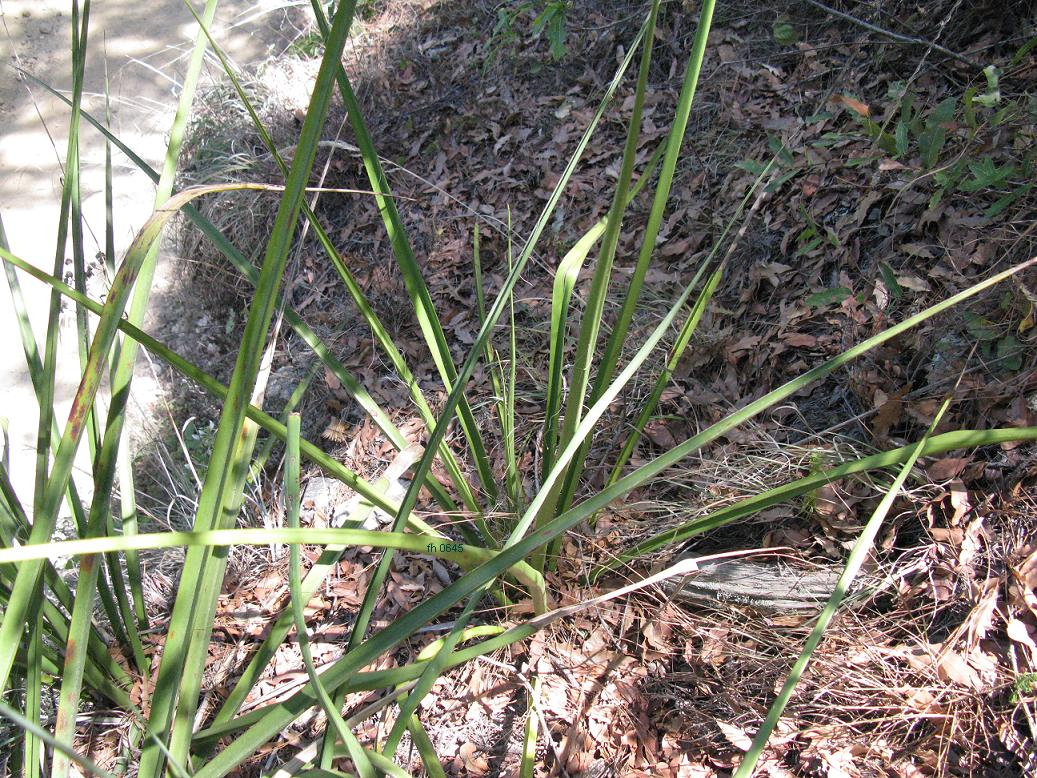
Hesperaloe malacophylla in Waldregionen

Hesperaloe malacophylla (englischer Trivialname „Soft-Leaved Hesperaloe“) ist eine Pflanzenart der Gattung Hesperaloe in der Familie der Agavengewächse  (malacophylla lat. = weichblättrig).

## Beschreibung
Hesperaloe malacophylla ist stammlos und bildet kleine, bis 40 cm breite Klumpen. Die variablen, gebogenen, weichen Laubblätter werden bis 150 cm lang. An den Blatträndern befinden sich flexible, feine Randfasern.
Der verzweigte Blütenstand wird 1 bis 3 m lang. Die weißen Blüten sind 25 bis 30 mm lang und 20 mm breit. Die in der Reife kugeligen, holzigen Kapseln sind 25 mm lang und breit. Die strukturierten schwarzen Samen sind  bis 8 mm lang, 4 bis 7 mm breit und 1 mm dick. Die Samenreife ist je nach Blütezeit von Juni bis Juli. Die Blühperiode ist von April bis Mai.
Charakteristisch sind die dünnen langen, weichen Blätter mit den feinen Randfasern, im Gegensatz zu den anderen Arten der Gattung, die steife, starke Blätter bilden.

## Verbreitung und Systematik
Hesperaloe malacophylla ist in Mexiko im Bundesstaat Tamaulipas in 800 bis 1000 m Höhe angesiedelt und wächst in einem begrenzten Gebiet nahe Ciudad Victoria. Sie ist nur vom Typstandort bekannt. Die Art wächst in Waldland vergesellschaftet mit Dasylirion berlandieri.
Die Erstbeschreibung durch Fritz Hochstätter und José Guadalupe Martínez-Ávalos wurde 2010 veröffentlicht.